# Carlo Donati
Carlo Donati (Verona, 4 aprile 1874 – Verona, 4 ottobre 1949) è stato un pittore italiano, legato per la maggior parte alla corrente dell'Art Nouveau e dal punto di visto delle pitture religiose al purismo..

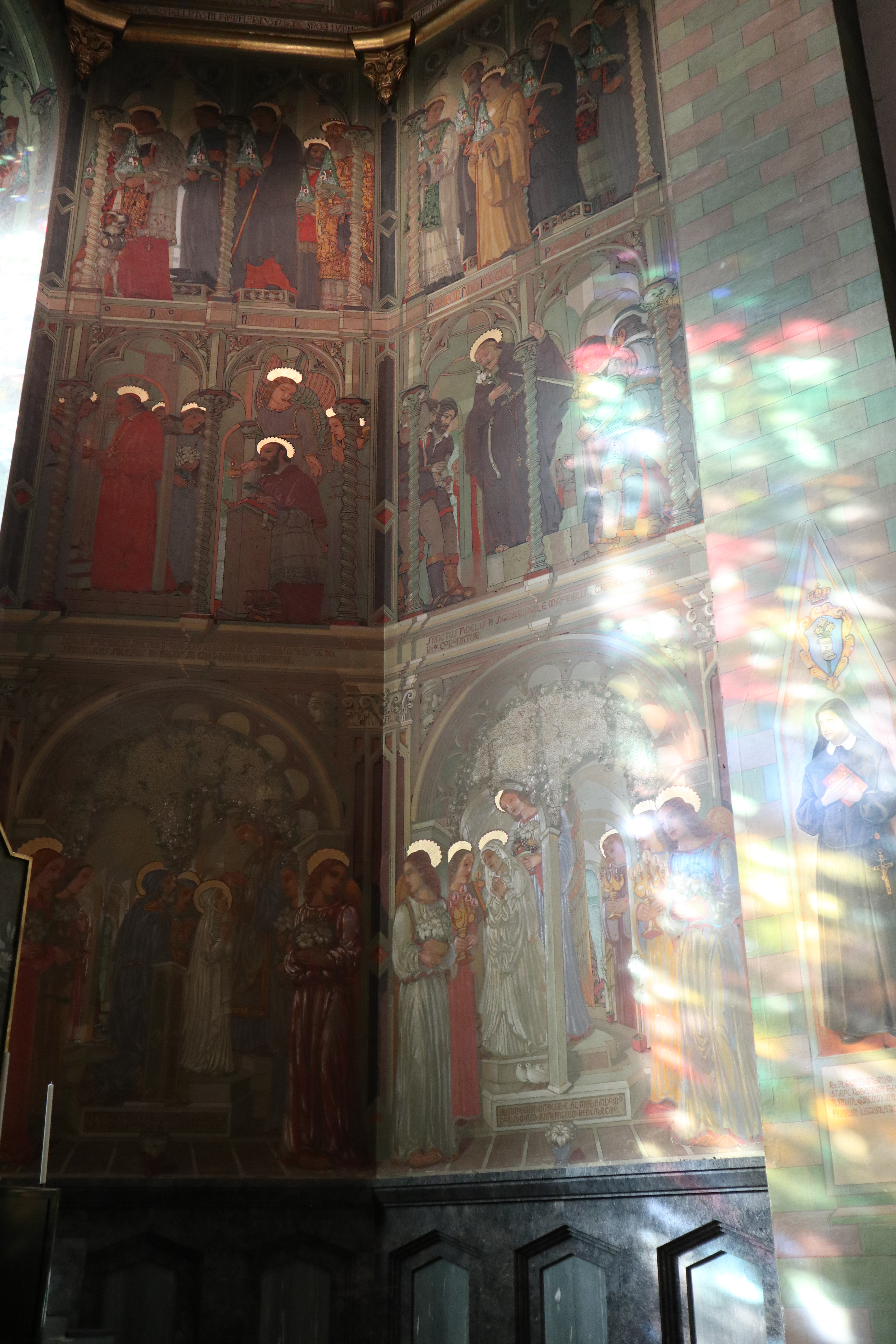
Gli affreschi della Cappella Svizzera nella Basilica della Santa Casa di Loreto.

Il lascito dell'artista è vastissimo sia nelle opere, che spaziano dai temi laici a quelli religiosi, che nelle tecniche, dalla pittura a olio su tela all'affresco, e nelle ubicazioni che vanno dal territorio veronese alla Lombardia e all'Emilia-Romagna.

## Biografia
Carlo Donati nacque a Verona il 4 aprile 1874, figlio di Carlo Giuseppe ed Elisabetta Trevisani. Fin da giovane si sentì attratto dall'arte pittorica che decise di approfondire frequentando l'accademia di belle arti Gian Bettino Cignaroli, dove fu allievo del pittore veneziano Napoleone Nani. Durante il percorso di studi conobbe la sua futura moglie, Ildegarda Dalla Porta, dalla quale ebbe due figlie. Il padre Carlo Giuseppe era originario di Bivedo, ora frazione del comune di Bleggio Superiore. Rimase legato al paese d'origine del padre, infatti realizzò affreschi nella chiesa di Sant'Antonio Abate e altri nella vicina frazione di Madice: una Madonnina a casa Bonomi e Santa Caterina su un altro palazzo nel 1913.
Poco più che ventenne partecipò con due sue opere al concorso di Torino del 1900, il ritratto del cardinale Luigi di Canossa e con una testa di Cristo che, assieme a L'offerta della cera, richiamano per la luce morbida e le figure circonfuse l'influenza di Daniele Ranzoni (1843 – 1889).
A Milano, all'Esposizione internazionale del 1906 Donati concorse nella sezione veneti con il quadro La Purificazione.

Nel 1911 fu l'imperatore Francesco Giuseppe a chiedere il suo intervento per gli affreschi della chiesa di Santa Croce del Bleggio e lo incoraggiò a tornare a lavorare per le chiese trentine. Un'altra prestigiosa commissione gli fu affidata dal governo italiano per la chiesa nazionale degli Italiani a Bucarest, eseguita negli anni Venti. Centinaia di volti e dietro le facciate di altrettante centinaia di basiliche italiane.

## Opere

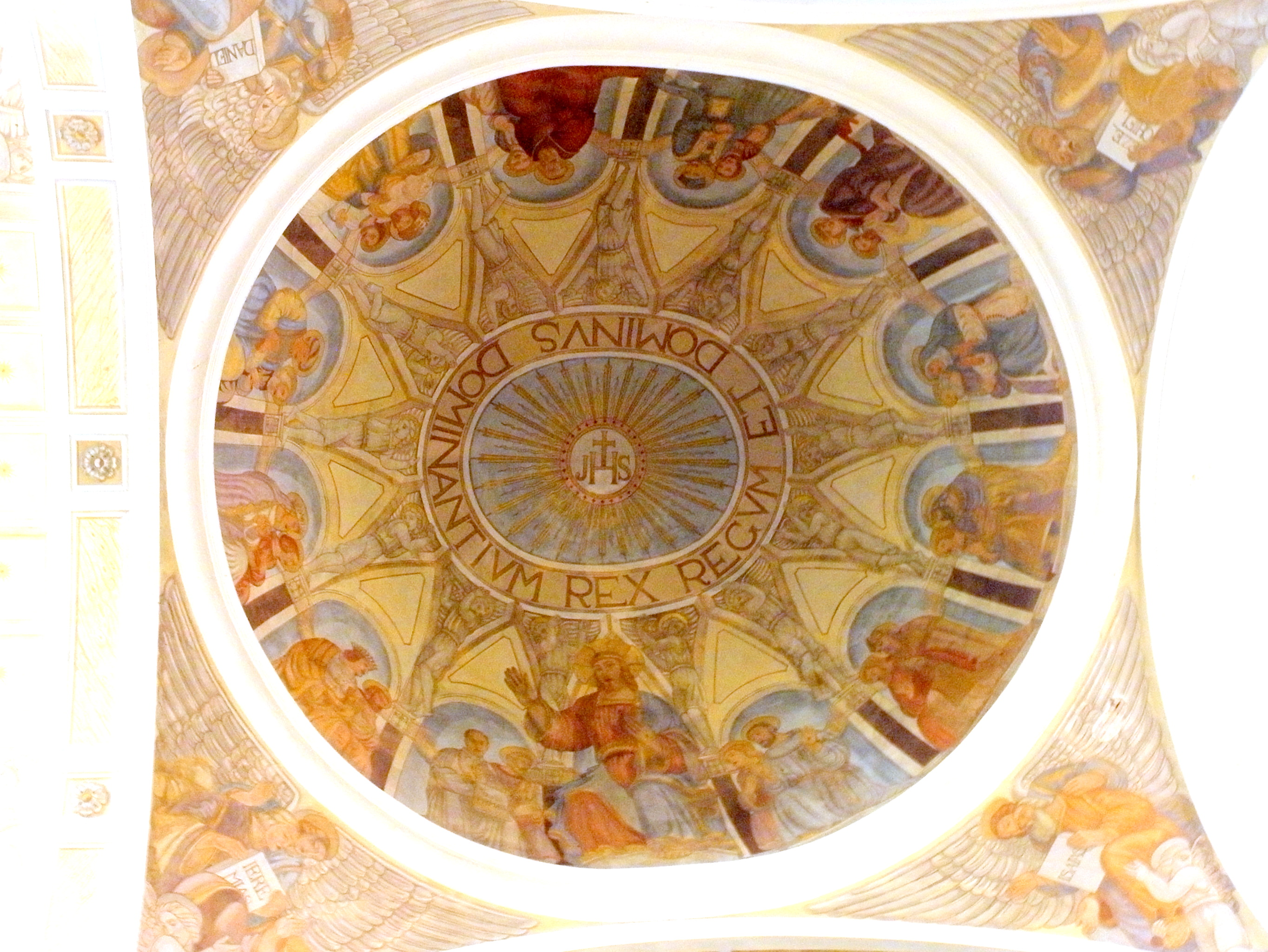
La cupola affrescata della chiesa di San Giovanni Battista di Agna.

(parziale)

### Emilia Romagna
- Basilica di Sant'Apollinare Nuovo, Ravenna: decorazione del soffitto della cappella della Pace e della Vittoria[7]
- Storie di S. Francesco, Storie di S. Rita, 1947, affreschi del santuario di San Bernardino a Piacenza[8]

### Lombardia
- Chiesa di Santa Croce, Milano: decorazioni delle pareti interne (1933-1942)

### Marche
- Cappella Svizzera con le "Storie dei Santi Anna e Gioacchino", 1935-38[9], Basilica della Santa Casa, Loreto, provincia di Ancona.

### Trentino-Alto Adige
- Chiesa dei Santi Dionisio, Rustico ed Eleuterio Martiri, Santa Croce del Bleggio: decorazione delle volte della navata, dell'abside e di tutte le cappelle con dipinti murali figurati celebrativi della Santa Croce, nonché le pareti laterali delle cappelle della navata e le lunette sopra i portali esterni. Realizzò inoltre la Via Crucis, in tempera su muro (1911-1913)[10]
- Chiesa di San Giacomo Maggiore, Prezzo: dipinti murali del catino absidale (1921)
- Chiesa di San Vigilio, Spiazzo: affreschi della facciata dedicati al ciclo vigiliano (1923)[11]
- Martirio di San Maurizio e la Madonna con Bambino, 1924, affresco del coro della chiesa dei Santi Maurizio e Compagni a Campodenno
- Chiesa di San Lorenzo, Vigo Lomaso (Comano Terme): decorazione interna (1924-25)
- Castel Campo, Fiavé: affreschi sacri nella cappella di San Nicolò, simbologie profane nel cortile e nelle sale (1925)[12]
- Chiesa dei Santi Pietro e Paolo, Mezzana: dipinti a tempera sulla volta della navata maggiore, l'arco santo e le pareti e le volte del presbiterio e dell'abside (1927)
- Chiesa dei Santi Felice e Fortunato, Valle San Felice (Mori): dipinti murali delle pareti e delle volte dell’abside raffiguranti la Storia dei Santi Felice e Fortunato (1928)[13]
- Chiesa di San Tommaso, Daiano (Ville di Fiemme): decorazione della volta della navata e del presbiterio (1929)
- Madonna con Bambino, Sant'Egidio, 1929, affresco della lunetta del portale e affresco a lato dell'ingresso della chiesa di Sant'Egidio a Quetta (Campodenno). Nell'abside inoltre realizzò altri affreschi che raffigurano San Simone e San Taddeo[14]
- Chiesa di San Giorgio, Castello Tesino: affreschi delle volte della navata (1929-30)[15]
- Chiesa di San Lorenzo, Folgaria: affreschi delle volte della navata e del presbiterio (1930)
- Chiesa di San Vigilio, Moena: affreschi della volta del presbiterio (1931)
- Chiesa di Sant'Antonio Abate, Bivedo (Bleggio Superiore): decorazione pittorica della facciata, delle volte della chiesa e delle pareti delle cappelle laterali. Realizzò inoltre l'affresco del timpano del portale, raffigurante il Sacro Cuore di Gesù (1931)
- Madonna della Misericordia e angeli, 1932, affreschi dell'aula e dell'arco santo della chiesa di Santa Maria a Cloz (Novella)[16]

### Veneto
- Chiesa del Santissimo Redentore, Caselle (Sommacampagna): affreschi del catino absidale e del presbiterio. Gli affreschi riflettono il tema delle due Chiese, la Chiesa militante e la Chiesa trionfante. Nella parte inferiore dell'abside, nella processione di fedeli oranti, l'artista ha riprodotto alcuni parrocchiani, il parroco don Angelo Menegazzi e, tra le figure della processione, il suo autoritratto (1907-1911).[17]
- Sant'Agostino, santa Monica, san Gioacchino e santa Caterina da Siena ai piedi della Croce, pala d'altare, olio su tela, 1910-1930, chiesa di San Luca, Verona.[1]
- Chiesa di San Luca, Verona: affreschi della cappella dei Caduti (1919)
- Sacro Cuore di Gesù con papa Benedetto XV, 1920, olio su tela, 210 x 105 cm, pala d'altare.[18]
- Chiesa di San Michele Arcangelo, San Michele di Piave, provincia di Treviso: affreschi della cupola e del tamburo (1927)
- Chiesa di San Giovanni Battista, Agna, provincia di Padova: affreschi del catino absidale (1928)
- Chiesa di San Biagio, Cogollo (Tregnago): affreschi della cupola, del presbiterio e del battistero (1940)
- Chiesa di San Giorgio, Illasi, provincia di Verona: affreschi dell'abside, dell’intera volta della navata e la fascia superiore delle pareti laterali (1941).[19]